# Peter Churchill
 (mai 2021).
La mise en forme du texte ne suit pas les recommandations de Wikipédia : il faut le « wikifier ».
Les points d'amélioration suivants sont les cas les plus fréquents. Le détail des points à revoir est peut-être précisé sur la page de discussion.
- Les titres sont pré-formatés par le logiciel. Ils ne sont ni en capitales, ni en gras.
- Le texte ne doit pas être écrit en capitales (les noms de famille non plus), ni en gras, ni en italique, ni en « petit »…
- Le gras n'est utilisé que pour surligner le titre de l'article dans l'introduction, une seule fois.
- L'italique est rarement utilisé : mots en langue étrangère, titres d'œuvres, noms de bateaux, etc.
- Les citations ne sont pas en italique mais en corps de texte normal. Elles sont entourées par des guillemets français : « et ».
- Les listes à puces sont à éviter, des paragraphes rédigés étant largement préférés. Les tableaux sont à réserver à la présentation de données structurées (résultats, etc.).
- Les appels de note de bas de page (petits chiffres en exposant, introduits par l'outil «  Source ») sont à placer entre la fin de phrase et le point final[comme ça].
- Les liens internes (vers d'autres articles de Wikipédia) sont à choisir avec parcimonie. Créez des liens vers des articles approfondissant le sujet. Les termes génériques sans rapport avec le sujet sont à éviter, ainsi que les répétitions de liens vers un même terme.
- Les liens externes sont à placer uniquement dans une section « Liens externes », à la fin de l'article. Ces liens sont à choisir avec parcimonie suivant les règles définies. Si un lien sert de source à l'article, son insertion dans le texte est à faire par les notes de bas de page.
- La présentation des références doit suivre les conventions bibliographiques. Il est recommandé d'utiliser les modèles {{Ouvrage}}, {{Chapitre}}, {{Article}}, {{Lien web}} et/ou {{Bibliographie}}. Le mode d'édition visuel peut mettre en forme automatiquement les références.
- Insérer une infobox (cadre d'informations à droite) n'est pas obligatoire pour parachever la mise en page.

Pour une aide détaillée, merci de consulter Aide:Wikification.
Si vous pensez que ces points ont été résolus, vous pouvez retirer ce bandeau et améliorer la mise en forme d'un autre article.
Peter Churchill (1909-1972) était un agent du service secret Special Operations Executive pendant la Seconde Guerre mondiale. Ses missions l'amenèrent quatre fois en France. Il dirigea le réseau SPINDLE dans le sud-est de la France. Il fut arrêté et déporté par les Allemands, mais survécut. Peter Churchill n'avait aucun lien de parenté avec Winston Churchill.

## Biographie
Peter Churchill nait le 14 janvier 1909 à Amsterdam. Il est élève à la public school de Malvern, Worcestershire. Il entre à l'Université de Cambridge où il obtient une licence ès lettres. Il excelle principalement en athlétisme et en hockey. Lors de la déclaration de la Seconde Guerre mondiale, il devient agent de renseignements. il rejoint le Special Operations Executive, section F en 1940. En prévision de missions en France, Peter Churchill suit l'entraînement SOE. En décembre 1941, il est envoyé en mission.

### Première mission en France (WILLOW)
Son nom de guerre est « Michel ». Son identité de couverture est Pierre Chauvet. La mission consiste à inspecter les principaux réseaux SOE mis en place, en évaluant leurs forces et leurs faiblesses et en recensant leurs besoins, à leur communiquer des instructions et à leur remettre de l'argent (un million de francs) :
- pour le réseau URCHIN de Francis Basin « Olive »[1] à Antibes : 400 000 francs ;
- pour le réseau SPRUCE de Georges Duboudin « Alain »[2] à Lyon : 500 000 francs ;
- pour Ted Coppin « Olivier » à Marseille : 300 000 francs ;
- Il apporte également un million de francs à remettre au colonel Deprez, à Marseille, en vue d'acheter des consciences pour faire sortir dix patriotes français (Dubois, Erlanger, Jeanville...) de la prison du fort Saint-Nicolas.
- Il commence par se rendre à Gibraltar sur le bateau polonais Batory. La traversée dure sept jours.
- Du 1er au 9 janvier 1941, un sous-marin l'amène de Gibraltar à la côte d’Azur, près de Cannes[3]. Guidé par les lumières d'un hôtel, il rejoint la côte en canoë à Théoule-sur-Mer (hameau de Miramar, à l’ouest de Cannes). Il accoste et monte à terre en empruntant l'escalier d'un plongeoir, le long d'un rocher. Il est 21 h 15. Le lendemain, il se rend chez son contact, le Docteur Élie Lévy « Louis », 31 boulevard du Maréchal-Foch, à Antibes, et lui remet 450 000 francs pour le réseau URCHIN. Il se rend ensuite à Lyon en compagnie d’Emmanuel d'Astier de La Vigerie « Bernard ». Là, grâce à Virginia Hall « Marie » (qu'il connaît sous le nom de Germaine), il rencontre Georges Duboudin « Alain » (qu'il connaît sous le nom de Charles), chef du réseau SPRUCE, à qui il remet 500 000 francs, et Francis Basin « Olive », chef du réseau URCHIN. Il se rend ensuite à Marseille. Il y rencontre d'abord le colonel Deprez, qui refuse d'aider à la libération des prisonniers, puis le lieutenant Ted Coppin « Olivier », qui accepte et à qui il remet tout l'argent qui lui reste. Sa mission est terminée. Il apprendra que les dix prisonniers avaient été transférés à Périgueux. André Girard, chef du réseau CARTE, suivra cette affaire.
- Février. Dans la nuit du 4 au 5, il franchit les Pyrénées.
- Il rejoint Madrid, puis Gibraltar, d'où il retourne en Angleterre par avion.
- Dans l'appartement d’Orchard Court, il fait le rapport de sa mission WILLOW à Jacques Vaillant de Guélis et Maurice Buckmaster.
- Il est promu Capitaine.

### Deuxième mission en France

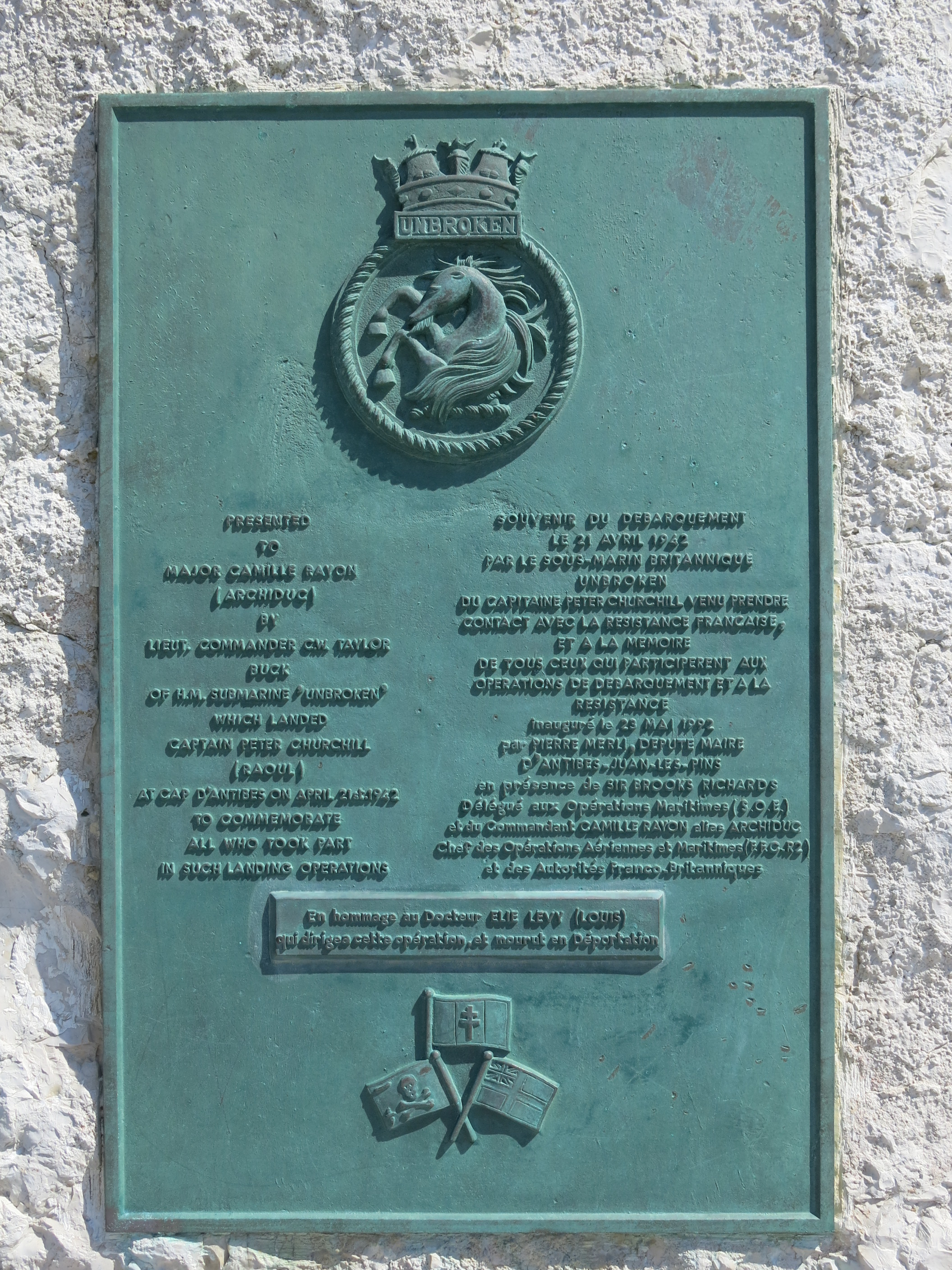
Souvenir de debarquement de sous-marin Britannique HMS Unbroken

Sa mission consiste à accompagner à Antibes deux radio-opérateurs : Isidore Newman « Julien » (ou Georges 49) pour le réseau URCHIN de Francis Basin « Olive » et Edward Zeff « Mathieu » (ou Georges 53) pour le réseau SPRUCE de Georges Duboudin « Alain ».
- Février. Départ le 26 : train pour Bristol, puis avion CW-20 pour Gibraltar.
- Mars. Entraînement. Fin du mois, départ du sous-marin HMS Unbroken, avec les deux agents prévus et deux autres agents, Victor Gerson « René », qui vient mettre en place un réseau d’évasion (VIC) pour la section DF et Marcel Clech « Bastien », qui vient comme opérateur radio du réseau AUTOGIRO de Pierre de Vomécourt.
- Avril. Il aide au débarquement des quatre agents et de leur matériel dans la région où il a lui-même débarqué au début de l’année. Dans la nuit du 20 au 21 avril, il accompagne sur terre Isidore Newman et Edward Zeff à Antibes, et la nuit suivante, du 21 au 22 avril, il accompagne Victor Gerson et Marcel Clech à Miramar, près de Cannes[4]. Il retourne en Angleterre via Gibraltar par le même sous-marin, ramenant avec lui Emmanuel d'Astier de La Vigerie « Bernard » sur demande du Dr Élie Lévy « Louis ».

### Troisième mission en France
Sa mission consiste à organiser le réseau SPINDLE, qui doit diriger dans le sud-est de la France la livraison des fournitures destinées aux maquis.
- Août. Dans la nuit du 27 au 28, un Halifax l'emmène dans la région de Montpellier (Hérault), où il est parachuté à l'aveugle. Il prend en charge la suite du réseau URCHIN, dont le chef, Francis Basin « Olive », a été arrêté le 18 août. Notamment, l'opérateur radio Isidore Newman se met à son service.
- Novembre. Le 9, arrive Odette Sansom « Lise ». Peter Churchill obtient qu'elle devienne son courrier. Il développe une relation avec elle. Cependant, de nombreux résistants désapprouvent le style de vie flamboyant de Churchill et son manque de tact. Il se replie en Haute-Savoie à Faverges, près d'Annecy, change son nom de guerre en « Raoul » et son identité de couverture en Pierre Chambrun.
- Finalement l’Abwehr infiltre le réseau et le dans la nuit du 23 au 24 mars, Churchill retourne en Angleterre.

### Quatrième mission en France
- 15 avril. Il est parachuté au-dessus de Saint-Jorioz sur les rives du lac d'Annecy
- 16 avril. Hugo Bleicher de l’Abwehr l’arrête, ainsi qu’Odette Sansom, à l'hôtel de la Poste de Saint-Jorioz[5]. Ils déclarent être mariés et apparentés à Winston Churchill. Ils sont torturés et envoyés en camp de concentration, mais échappent à l’exécution.

1945
- 27 avril. Il est extrait du camp et dirigé vers l'Italie du nord comme otage avec toute une brochette de personnalités internationales et d'opposants allemands.
- 30 avril. Là, il est soustrait à la garde des SS par l'armée allemande[6].
- 4 mai. Le détachement militaire allemand se rend à la compagnie G du 339e régiment d'infanterie américain (85e Division U.S.). Les prisonniers sont libérés et évacués vers l'Italie[6].

1947
Peter Churchill et Odette Sansom se marient en 1947 et divorcent en 1956. Peter Churchill meurt le 1er mai 1972.

## Mémoires de Peter Churchill
- (en) Of Their Own Choice, London, Hodder and Stoughton, 1952. Texte en ligne
- (en) Duel of Wits, 1953, Texte en ligne. Traduction en français : (fr) Missions secrètes en France 1941-1943, Presses de la Cité, 1967.
- (en) The Spirit of the Cage, Hodder and Stoughton, 1954. Période à partir de son arrestation en avril 1943.
- (en) By Moonlight, 1958.

## Reconnaissance
Peter Churchill a reçu les décorations suivantes :
- Royaume-Uni : Distinguished Service Order (DSO),
- France : Croix de guerre 1939-1945 (CG).

## Identités
- État civil : Peter Morland Churchill
- Comme agent du SOE :
  - Nom de guerre (field name) : « Michel » puis « Raoul ».
  - Nom de code opérationnel : SPINDLE (en français FUSEAU)
  - Identités de couverture :
    - Pierre Marc Chauvet, né le 14 janvier 1909 à Buenos Aires, publiciste, dom. 31 rue de Chazelles (Paris 17e) ; signalement : 1,77 m, cheveux châtain, yeux bruns[7] ; ancien officier de liaison dans l'armée française[8] puis.
    - Pierre Chambrun.

## Famille
- Son père : William Algernon Churchill (en) (1865–1947), consul britannique qui fut en poste à Amsterdam, Stockholm et Milan.
- Sa mère : Violet Myers.

Ses frères :
- Walter Churchill (en), colonel dans la RAF, tué en combat aérien,
- Oliver Churchill (en), major (grade équivalent à commandant), s'est engagé dans la section italienne du SOE, a survécu.